# STS-83
STS-83 (ang. Space Transportation System) – dwudziesta druga misja amerykańskiego wahadłowca kosmicznego Columbia i osiemdziesiąta trzecia programu lotów wahadłowców.

## Załoga
źródło
- James Halsell (3)*, dowódca (CDR)
- Susan Kilrain (1), pilot (PLT)
- Janice Voss (3), dowódca ładunku (MS1)
- Donald A. Thomas (3), specjalista misji (MS3)
- Michael Gernhardt (2), specjalista misji (MS2)
- Roger Crouch (1), specjalista ładunku (PS1)
- Gregory Linteris (1), specjalista ładunku (PS2)

*(liczba w nawiasie oznacza liczbę lotów odbytych przez każdego z astronautów)

## Parametry misji
- Masa:
  - startowa orbitera: - ? kg
  - lądującego orbitera: 117 802 kg
  - Moduł MSL-1 Spacelab: 10 169 kg
- Perygeum: 298 km[1]
- Apogeum: 302 km[1]
- Inklinacja: 28,5°[1]
- Okres orbitalny: 90,5 min[1]

## Cel misji
Lot naukowy z laboratorium Spacelab MSL (Microgravity Science Laboratory).

## Przebieg misji
Misja miała dość dramatyczny przebieg mimo bezproblemowego początku. Po kilku godzinach pobytu w kosmosie pojawiły się problemy z jednym z trzech ogniw paliwowych. Załoga z pomocą techników na Ziemi nie potrafiła usunąć usterki. Ogniwo zostało wyłączone. Konsekwencje awarii spowodowały skrócenie misji z planowanych szesnastu dni do zaledwie czterech. Astronautom we znaki dawał się niedobór energii, poza tym NASA obawiała się wybuchu uszkodzonego ogniwa. W związku z tym, że nie osiągnięto żadnego z celów misji, NASA podjęła bezprecedensową decyzję: po usunięciu awarii lot wahadłowca został powtórzony. Z tą samą załogą i takim samym ładunkiem Columbia wystartowała 1 lipca 1997 r. (STS-94). Lot ten przebiegł zgodnie z planem.